# The Women's Tour
O The Women's Tour é uma corrida profissional feminina por etapas que se disputa anualmente em Inglaterra e no País de Gales. A prova é organizada pela SweetSpot, reponsável pela organização da prova masculina Volta à Grã-Bretanha.
É a versão feminina da corrida homónima e foi criada no ano 2021 como corrida do calendário internacional feminino da UCI dentro da categoria 2.1 e foi vencida pela ciclista britânica Lizzie Deignan.

## História
Suas origens remontam a 2010, quando a SweetSpot (a empresa por trás do Tour of Britain masculino) organizou a sua primeira corrida de ciclismo feminino, o Horizon Fitness Grand Prix em Stoke-on-Trent. O que começou como um evento de apoio à Tour Series masculina – a principal série televisiva de corridas de ciclismo da Grã-Bretanha – tornou-se uma parte fundamental do cenário das corridas femininas na Grã-Bretanha, graças à cobertura televisiva da ITV4 no Reino Unido e em todo o mundo. Em 2018, as principais seleções femininas da Grã-Bretanha participaram em toda a série pela primeira vez.
No lançamento do Tour da Grã-Bretanha de 2013, o presidente da SweetSpot MD, Hugh Roberts, e o diretor Guy Elliott anunciaram as intenções da empresa de criar uma corrida por etapas independente para as melhores ciclistas do mundo na Grã-Bretanha - o primeiro evento desse tipo.
Como prelúdio para a corrida inaugural em 2014, uma corrida feminina de um dia foi realizada no último dia do Tour da Grã-Bretanha de 2013 em Londres, vencida por Hannah Barnes. Como a história mostraria, a mudança da SweetSpot foi anunciada pelos organizadores do Tour de France e da Vuelta a Espana alguns meses depois.
Apenas uma semana depois disso, a SweetSpot recebeu a notícia de que o Women's Tour havia conquistado uma vaga no calendário da UCI para maio de 2014, sendo concedida a classificação mais alta possível para uma corrida por etapas (2.1) na época. Isso a colocou instantaneamente no mesmo nível das principais corridas femininas do mundo. A primeira edição foi um sucesso, atraindo as melhores ciclistas e equipas do mundo e ampla cobertura da imprensa para o ciclismo feminino no Reino Unido.
Enquanto a primeira edição da corrida ocorreu em maio (quarta-feira, 7 - domingo, 11), a segunda edição em 2015 passou para meados de junho, uma vaga que ocupa no calendário da UCI desde então - com exceção da edição de 2021, onde foi adiada para outubro devido à pandemia de COVID-19.
Em 2016, a corrida passou a fazer parte do UCI Women's World Tour inaugural, a principal série de corridas para ciclistas profissionais.
Em 2017, terminou em Londres pela primeira vez na história das corridas, com a ciclista belga Jolien D'Hoore vencendo a etapa. O País de Gales sediou a corrida pela primeira vez em 2018, com a etapa final ocorrendo entre Dolgellau e Colwyn Bay. O Women's Tour foi expandido para seis dias pela primeira vez em 2019. O aumento de dias também marcou uma ligeira mudança nos dias dos eventos, já que a corrida aconteceu de segunda a sábado.
A SweetSpot anunciou em março de 2020 que a planeada sétima edição da corrida, programada para acontecer entre segunda-feira, 8 e sábado, 13 de junho, foi adiada devido à pandemia de COVID-19. A Grand Départ da corrida em Bicester, Oxfordshire e a etapa final em Suffolk já haviam sido anunciadas. Os organizadores disseram que "esperam trabalhar com a UCI e a British Cycling para encontrar uma data alternativa no calendário internacional de ciclismo para a corrida, caso as condições o permitam". A 4 de maio de 2020 o Tour foi cancelado.  Em fevereiro de 2021, o Tour Feminino de 2021 foi adiado de junho para outubro.
A corrida de 2022 voltou ao seu calendário tradicional em junho, com uma chegada no topo da montanha em Black Mountain, em Brecon Beacons.
A SweetSpot anunciou o percurso da corrida de 2023 em 9 de março de 2023, mas alertou que a perda de patrocinadores importantes (como o anterior parceiro de veículos Škoda) e o aumento dos custos de operação (20% superiores aos da corrida de 2022) deixaram um défice no financiamento e que receitas adicionais urgentes era necessário para garantir que a corrida pudesse prosseguir. Em 31 de março de 2023, a SweetSpot anunciou que a corrida entraria em um hiato em 2023, à luz das questões financeiras acima referidas. Em janeiro de 2024, o organizador e promotor SweetSpot entrou em liquidação e a corrida foi retirada do calendário de 2024.

## Palmarés
| Ano  | Vencedor             | Segundo                | Terceiro             |           |
| ---- | -------------------- | ---------------------- | -------------------- | --------- |
| 2014 | Marianne Vos         | Emma Johansson         | Rossella Ratto       |           |
| 2015 | Lisa Brennauer       | Jolien D'Hoore         | Christine Majerus    |           |
| 2016 | Lizzie Armitstead    | Ashleigh Moolman Pasio | Elisa Longo Borghini |           |
| 2017 | Katarzyna Niewiadoma | Christine Majerus      | Hannah Barnes        |           |
| 2018 | Coryn Rivera         | Marianne Vos           | Danielle Rowe        |           |
| 2019 | Lizzie Deignan       | Katarzyna Niewiadoma   | Amy Pieters          |           |
| 2020 | cancelado            | cancelado              | cancelado            | cancelado |
| 2021 | Demi Vollering       | Juliette Labous        | Clara Copponi        |           |
| 2022 | Elisa Longo Borghini | Grace Brown            | Katarzyna Niewiadoma |           |
| 2023 | cancelado            | cancelado              | cancelado            | cancelado |
| 2024 | Lotte Kopecky        | Anna Henderson         | Christine Majerus    |           |
| 2025 |                      |                        |                      |           |

## Palmarés por países
| País           | Vitórias | Última vencedora             |
| -------------- | -------- | ---------------------------- |
| Reino Unido    | 2        | Lizzie Deignan em 2019       |
| Países Baixos  | 2        | Demi Vollering em 2021       |
| Alemanha       | 1        | Lisa Brennauer em 2015       |
| Polónia        | 1        | Katarzyna Niewiadoma em 2017 |
| Estados Unidos | 1        | Coryn Rivera em 2018         |
| Itália         | 1        | Elisa Longo Borghini em 2022 |